# 學生中文故事創作比賽
學生中文故事創作比賽是香港一個自1995年起，由香港公共圖書館活動推廣組與香港兒童文藝協會合辦的全港性文學比賽，其目的是使香港的中小學生增強文學欣賞及文學創作的能力與興趣，令他們的閱讀眼光與語文能力有所擴展。

## 歷史
1991年，時任香港兒童文藝協會學術理事的孫慧玲建議舉行「全港兒童寫故事大賽」，分為小學組及中學組評審，共獲得幾百多份稿件參與比賽，次年舉行時更獲七百餘份作品，共舉辦了三屆。至1994年，中國銀行贊助「全港兒童寫故事大賽」，其頒獎典禮在中國銀行總行舉行。1995年香港兒童文藝協會邀請香港公共圖書館活動推廣組合辦，並更名「學生中文故事創作比賽」，組別亦改劃為高小組、初中組及高中組。
1999年曾經因為發生參賽者抄襲評判作品事件，故令當年高小組的冠軍懸缺，另評判之一的周蜜蜜亦編寫了一篇文章勸說學生不要抄襲。